# المورقية
المورقية قرية سعودية، في محافظة المويه بمنطقة مكة المكرمة، تقع في شرق مدينة الطائف بمسافة نحو ( ) كم.

## أنظر أيضًا
- الشواطن
- الصالحية (محافظة المويه)
- الصحن